# Leiurus quinquestriatus
El escorpión amarillo o escorpión palestino amarillo (Leiurus quinquestriatus) es una especie de escorpión de la familia de los Buthidae que habita en el norte de África y Oriente Medio.

## Descripción
Su tamaño varía entre los 9 y los 11 cm de longitud. Es de color amarillo y tiene una cola delgada que a veces termina con una raya negra (este detalle no es unánime, que a veces puede plantear un problema de identificación

## Distribución
Es común en los ambientes desérticos del norte de África y Oriente Medio (Argelia, Túnez, Libia, Egipto, Etiopía, Somalia, Catar, Chad, Malí, Níger, Sudán, Turquía, Irak, Siria, Israel, Estado de Palestina, Jordania, Líbano, Kuwait, Omán, Arabia Saudita, Emiratos Árabes Unidos y Yemen).

## Caza
Son de hábitos nocturnos, así que la caza se lleva a cabo en la oscuridad. Su éxito en la caza se debe a las vibraciones que detectan con sus pelos sensoriales distribuidos por las patas. Se mantienen en espera bajo piedras, maderas u otros materiales que les permitan pasar desapercibidos y atacar por emboscadas. Se alimentan de insectos, algunos tipos de arañas, ciempiés e incluso, otros escorpiones.

## Veneno
El veneno de esta especie es un potente cóctel de neurotoxinas con un valor de la DL50 de 0,16 a 0,50 mg/kg.
La picadura de L. quinquestriatus es extremadamente dolorosa, pero afortunadamente, en la mayoría de los casos, no es mortal, excepto en casos especiales: los niños o la gente con problemas cardíacos. También existe el riesgo de reacciones anafilácticas. En los casos mortales la causa final de la muerte fue, en muchos casos, un edema pulmonar.
La clorotoxina, un péptido aislado del veneno del escorpión amarillo, se ha convertido en una herramienta farmacológica para estudiar canales iónicos de cloruro y ha demostrado selectividad en células de glioma. Esto ha llevado al desarrollo de una toxina radiomarcada llamada 131ITM-601 en estudios clínicos de fase II para la facilitación de la extirpación de tumores y su actividad antineoplásica.